# タモリのオールナイトニッポン
『タモリのオールナイトニッポン』は、ニッポン放送をキーステーションに、1976年10月7日から1983年9月29日まで毎週木曜日の1:00 - 3:00（JST・水曜日深夜）に生放送されていた、ラジオバラエティ番組。メインパーソナリティーはタモリであり、自身の冠番組。
2014年・2015年・2016年には『タモリのオールナイトニッポンGOLD』として、特別番組が一夜限り放送されている。

## 概要
1975年のある日、『高信太郎のオールナイトニッポン』のディレクターを担当していた、岡崎（近衛）正通は、メインパーソナリティの高からある男について話を聞く。それは「福岡から来た早稲田出身の変な男が夜な夜な新宿のバーでデタラメな外国語を話している」というものだった。
それを聞いた岡崎は、その変な男は以前早稲田大学のモダンジャズ研究会にいた森田一義、のちのタモリではないかと直感する。かつて自身も所属した同研究会で異彩を放った同い年の後輩を岡崎は記憶していた。高に名前を確認すると、やはりタモリであった。そこで岡崎は、高からタモリの連絡先を聞き、当時赤塚不二夫宅にて居候をしていたタモリと久方ぶりの再会を果たすこととなる。
その年の夏に岡崎はニッポン放送にタモリを招き、オーディションを兼ねつつ遊びの感覚でタモリのトークをテープに録る。その内容は確かに面白いものであったがかなり過激であり、放送禁止の内容に溢れていた。
その後、岡崎は『高信太郎のオールナイトニッポン』にてタモリの芸を披露する機会を設ける。すると、リスナーの反響は徐々に高まり、タモリの出演回数も増えていった。同番組は、1975年9月に最終回を迎える。その最終回のゲストはアグネス・チャンであったが、岡崎はその回にもタモリを出すことを思い付く。そして、当日の放送でタモリはアグネスのファンを名乗る中国人として電話出演、デタラメな中国語を披露する。これによってニッポン放送社内の、まだ無名だったタモリに対する注目が高まることとなった。
同じ時期、TBSラジオで放送されていた、林美雄がメインパーソナリティを務めていた『パックインミュージック』に高がゲスト出演した際にタモリも出演。林が話すデタラメなニュースにタモリがこれまたデタラメな外国語で同時通訳をした。この放送はかなりの印象をリスナーに与え、当時の10代目柳家小三治もTBSに問い合わせをしたという。
こうした状況のもと、1976年以降、『オールナイトニッポン』全般を取り仕切る立場にあった岡崎は、タモリの起用を決断する。当時のタモリは芸能活動を始めてまだ2年目の新人タレントではあったが、彼を起用することに対して、ニッポン放送社内では特に大きな反対はなかった。

## 出演者

### メインパーソナリティ
- タモリ

### 準レギュラー
レギュラー放送時
- 赤塚不二夫
- 山下洋輔
- 近田春夫

ほか

## 略歴

### 1970年代
- 1976年
  - 10月7日 - 番組放送開始。放送開始当初は（キー局であるニッポン放送も入れて）16局ネットだった（番組放送中に14局が『オールナイトニッポン』のネットを開始して、番組末期には30局ネットとなった）。
  - 12月30日 - 清原タケシが経営するバー「WHO」から4時間にわたり中継生放送を行う。会場は狭く50人程客が入った時点で満員。山下洋輔トリオの山下洋輔、坂田明、森山威男、更には渡辺貞夫や平尾昌晃も足を運んだ。番組は盛り上がりタモリは即興でブルースを熱唱。後半の2時間はひたすら「ソバヤ」を全員で熱唱した[3]。
- 1977年 - 番組中で「大学対抗悪口合戦」が始まる。事の発端は、タモリが中国語の放送をパロディ化したレコードを出そうとしたらレコード倫理委員会から待ったが掛かり、その委員の中に慶應大学の教授がいたというもの。
- 1977年頃 - この頃から“ナンチャッテおじさん”が話題になり始め、同時に「情報源はウチだ」「元祖はウチや」などと『笑福亭鶴光のオールナイトニッポン』と論争になる（しかし元祖は、同じニッポン放送の番組だった『たむたむたいむ』が最初だったとされている。たむたむたいむ#ナンチャッテおじさんの項も参照のこと）。
- 1978年7月24日 - 「タモリの中洲産業大学夏期講座」を東京・高田馬場の「アート・スペース」で開催。赤塚不二夫、山下洋輔、ツービートを講師に招く。
- 1979年6月 - 近田春夫と大ゲンカ放送。しかし、これは大ゲンカをしてみて周囲をあわてさせようという演出だった（聴取者ドッキリ）。

### 1980年代
- 1980年
  - 麻上洋子のレコード「おはよう・・・・海!」を、当番組で、本来の45回転を、33回転で流したことがあった。
  - 11月 - 当番組を語る上で欠かせない名物コーナー「NHKつぎはぎニュース」が始まる（下記「主なコーナー」参照）。
- 1981年
  - 2月 - 面白い歌詞の曲を紹介する「思想の無い歌」コーナーで、当時はまだ自費出版作品だったさいたまんぞうの「なぜか埼玉」を紹介。その後、問い合わせが殺到し、同曲は同年4月に全国発売となる。
  - 3月5日 - 「月光仮面スペシャル」。新宿から月光仮面と一緒にバイクで有楽町のスタジオへ移動、スタジオでは『月光仮面』の原作者である川内康範をゲストに迎える。
  - 7月2日 - RCサクセションとのスペシャルライブを行う。
- 1982年 - 担当ディレクターが土屋夏彦になる。同じ頃、当時早稲田大学の学生であったいとうせいこうが番組のADとなる。いとうはニッポン放送と雑誌『ビックリハウス』主催の「珍芸自慢芸大会」で優勝した褒美としてADに採用された[4]。
- 1983年
  - 9月22日 - あと3回で番組終了となったのを惜しんで、再びゲストに来た忌野清志郎とセッションライブ「脳みそJAM'83」を行う。
  - 9月29日 - 当番組最終回を迎える。

### レギュラー放送終了以降（特別番組）
- 1991年10月17日 - 『オールナイトニッポン25周年記念』で特別番組として8年ぶりに復活。スペシャルゲストに井上陽水、藤子不二雄Aの2組が登場した。ディレクターは、オンエア当時の土屋が担当した。
- 2008年2月24日 - 『オールナイトニッポン40周年記念』で特別番組として17年ぶりに復活。『俺たちのオールナイトニッポン40時間スペシャル』内で特別番組として再び復活を果たした。スペシャルゲストに木梨憲武（とんねるず）、永作博美、井上陽水の3組が登場した。
- 2014年6月13日 - 特別番組『タモリのオールナイトニッポンGOLD』として6年ぶりに復活。スペシャルゲストにキャスターの辛坊治郎が登場した[5]。
- 2015年12月18日 - 特別番組『タモリのオールナイトニッポンGOLD Song&Bossスペシャル』として1年ぶりに復活。アシスタントに能町みね子を迎え、昭和の名曲と共に2015年の出来事を振り返る放送内容であった[6]。
- 2016年12月30日 - 特別番組『タモリのオールナイトニッポンGOLD Song&Bossスペシャル』第2弾として1年ぶりに復活。昨年と同様、アシスタントに能町みね子を迎え、「タモリと2016年」をテーマに、春夏秋冬ごとに各月の珍事件をプレイバック。昭和の名曲と共に2016年を振り返る放送内容であった[7]。
- 2023年2月18日 - 『オールナイトニッポン55周年記念 オールナイトニッポン55時間スペシャル』の特別番組として7年ぶりに復活。ゲストに現役パーソナリティの星野源が登場した。

### 番組終了の背景
当番組が終了した要因は、1982年10月4日から長寿バラエティ番組『森田一義アワー 笑っていいとも!』（フジテレビ系列）が始まったためである。この番組のため、タモリは土曜日・日曜日を除いて、毎朝10時に新宿のスタジオアルタに行かなければならず、毎週水曜日深夜27時まで生放送をするのは体力的に不可能であった。
しかし、タモリや所属事務所の田辺エージェンシーとしては『オールナイトニッポン』が当時のタモリの唯一とも言える看板番組であったため、多少スケジュールが厳しくても番組を続けたい意向が強かった。タモリ本人にとっても、この『オールナイトニッポン』で自分の乗せ方や乗り方が分かったと後日述べているように、タレントとしての自分を形成する重要な場所がこの番組であった。それ故、『笑っていいとも!』の放送開始後も約1年は当番組を続けていた。

## 提供読み
タモリが勝手にスポンサーにキャッチコピーをつけていた。
- 社長の顔がデカい角川書店グループ（現：KADOKAWA）
- 堅実な経営を誇る東芝EMI（現：ユニバーサルミュージック傘下のEMI Record Japanレーベル）
- 股間の恋人B.V.D.フジボウ（現：富士紡ホールディングス傘下のフジボウ・アパレル）
- ニューミュージックから演歌まで、社長自身がタレント化して売り込む → 社長自らがプロモーションに走るキャニオンレコード（現：ポニーキャニオン）
- 人事異動はまだか → 人事異動が待ち遠しい → 人事異動で揺れるCBSソニー（現：ソニー・ミュージックエンタテインメント）
- 何を造ってるのかわからない武藤工業（現：MUTOHホールディングス）
- ここを出ればあなたも一流カメラマン[注 5]東京写真専門学校（現：専門学校東京ビジュアルアーツ・アカデミー）
- 社長の息子が慶應永谷園[注 6][注 7]
- レモンとコーヒーがドッキングポッカコーヒー[注 8]
- 缶がぽっかぽかポッカコーポレーション（現：ポッカサッポロフード&ビバレッジ）
- 数々の話題作を提供する → アイドル映画も制作する東宝東和
- 数々の名作を提供する日本ヘラルド映画（現：角川ヘラルド・ピクチャーズ）
- 若者の股間を締め付けるビッグジョン
- お菓子ひとすじブルボン[注 9]
- 名前が清潔白泉社
- 一生、寛斎、森英恵は卒業していない東京デザイナー学院（現：専門学校東京デザイナー・アカデミー）
- 南極物語もウケた学研（現：学研ホールディングス）[注 10]

など
他にダイドー、アスキー、KKベストセラーズなどキャッチコピーをつけない場合もあった。

## 主なコーナー
NHKつぎはぎニュース
当番組で最も有名だった名物コーナーの1つ。NHKニュースの音源を適当に接ぎ合わせ編集して（「北京で始まった、大相撲九州場所で、牝馬の横綱・○○山が何者かに棒で殴られ・・・」「こんばんわ、暮れも押し迫った、こんばんわ・・・」という風に）、脈絡の無い無意味なデタラメのニュースを作っていたもの。リスナーからカセットテープで作品を募り、回を追うごとにハイレベルな作品が集まり盛り上がりを見せたが、1980年12月3日にNHKからニッポン放送にNHKニュースへの信頼を損ねる及び虚偽の内容による名誉毀損・業務妨害・放送法違反・著作権侵害を理由に中止を求めた。音源使用がNHKには無断であったため、始まって約3か月経った頃にNHK側から「面白いんですけど、やめていただけませんか」とクレームが付いて終了してしまったという。父親がNHK北海道の上役だった少年がリスナーの中におり、この少年が父親に面白い放送があるといってこのコーナーを聞かせたことがクレームのきっかけだった。タモリはニッポン放送のニュースを使ってコーナーを継続したいと考えたが、ディレクターの岡崎はNHKだからこそ面白いと考え、結局コーナーは打ち切りになった。打ち切り後の放送でタモリは「おい、北海道のNHKの息子、聴いてるか、バカヤロー!」と言った。
なぜだろうなぜかしらなぞなぞベストテン
主に駄洒落のなぞなぞのコーナー。やはり、下ネタが多かった。
思想の無い歌
このコーナーにてタモリは持論ともいうべき、ニューミュージック批判を展開する。自分にとり何ら切実でないにもかかわらず、ただ格好をつけるために「愛」やら「青春」等といった意味ありげな言葉をコンサート会場でファンと唱和するようなニューミュージックをタモリは舌鋒鋭く批判。そうした無用な「意味」から解放された、文字通り思想の無い歌の味わいをこのコーナーにて紹介していた。特に「白鷺三味線」（高田浩吉）をタモリは絶賛していた。このコーナーがきっかけで、さいたまんぞうが「なぜか埼玉」でメジャーデビューしたことでも知られる。
ハードコアコーナー
タモリが女性リスナーと電話する。最後は女性リスナーとのキスで締める。
水戸黄門コーナー
「水戸黄門ごっこ」と称した『水戸黄門』の場面の真似を紹介する。

## テーマ曲

### オープニングテーマ曲
- 「ビタースウィート・サンバ」

必ず中国風ファンファーレに銅鑼が「ボワーン」と鳴ってから。

### エンディングテーマ曲
- タモリ「ソバヤ」
- マイルス・デイヴィス「Round Midnight」
- ソニー・ロリンズ「Round Midnight」

## エピソード
- 当番組放送開始当初、メインパーソナリティのタモリはまだ無名の新人であったが、ディレクターの岡崎は、ネタさえ揃えば2時間の生放送でも乗り切れると判断した。そこで、本番前日の火曜日に岡崎とタモリは3時間ほど有楽町のニッポン放送にて雑談をし、ネタを3つほど用意。後はタモリの本番でのフリートークに任せるという形で番組を作っていった。岡崎は「タモリらしいしゃべりは絶対ある」と確信しており、実際に初回放送開始の10分後には「これはいける」と手応えを感じた[14]。
- 45回転のレコードを33回転にして流した曲として、上記の麻上の曲以外に扇ひろこの曲「新宿ゴールデン街」もある。回転を遅くしたらオカマのような声になることが大きく話題となり、1980年にレコードが再発売となった。
- 現在フリーアナウンサーである山中秀樹が、大学生時代、ニッポン放送でアルバイトをしていた時に、同番組のディレクターをしたことがあった。
- 韓国のCM等の、下ネタっぽく聞こえる音源を募集し紹介していたことが一時期あった。
- 晩年、2時にFM調のDJ（しかも英語主体）を放送していた。
- 今でも時々ネタにする「オ○ニーボールペン」[注 12]や、「クサ〇〇コアイスクリーム」はここが最初。
- 番組中で耕運機をプレゼントしたことがある。当選したのは横浜在住のリスナーだった[15]。
- 1980年12月31日深夜（年が明けて1981年1月1日未明）の放送は、本番組のスペシャル版として『オールナイトニッポン新年スペシャル・81年はこうなる大予想!!』を放送したが、途中で所ジョージと、この直前1980年12月26日までオールナイトニッポン木曜1部パーソナリティだったダディ竹千代が乱入、2人はタモリ以上に騒ぐだけ騒いだ上、3時を過ぎるとタモリを追い出して完全に番組を乗っ取り、そのまま5時まで放送した[16]。
- お笑いコンビ・とんねるずは、タモリに誘われて当番組の見学に行った際、このままお笑い芸人として本格的に活動するべきかどうかタモリに相談を持ちかけて、「やりたかったらやってみればいい」というタモリの言葉に後押しされて本格的にプロの道に進む決心をしたという逸話もある。
- タモリが「苦手な芸能人」と公言していたことのある小田和正のことについては、当時からこの番組の中で「暗い」などと批判したり茶化したりしていた。本番組終了から約4か月半後の1984年2月14日放送分のフジテレビ系列の『笑っていいとも!』の名物トークコーナー「テレフォンショッキング」にその小田が出演、この日は小田もこのことを知っていた上でタモリに言葉を返すなど緊張したような放送だった[17]。